# Ricombinazione genetica
Per ricombinazione genetica si intende ogni processo attraverso il quale, a partire da un genotipo, si ottengono nuove combinazioni di alleli rispetto a quelle iniziali. La ricombinazione agisce quindi sul materiale genetico, che nella maggior parte dei casi è costituito da DNA; l'unica eccezione riguarda la ricombinazione genetica degli RNA-virus, che opera sull'RNA. La ricombinazione, assieme alle mutazioni genetiche, è alla base della variabilità genetica degli organismi.

## Ricombinazione meiotica

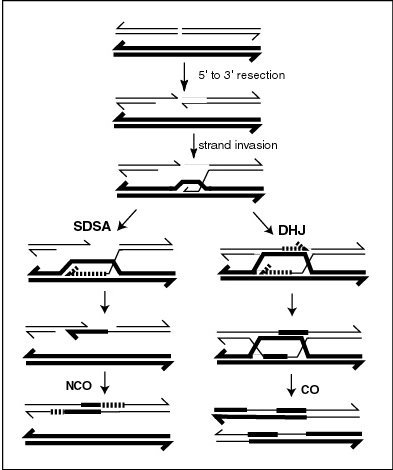
Modello di ricombinazione meiotica

La ricombinazione più diffusa è quella che avviene nel corso della meiosi e che dà luogo quindi a gameti con genotipi ricombinati; il compiersi di questi processi è il motivo per cui la progenie differisce sempre dai genitori. I gameti in cui è avvenuta ricombinazione sono detti ricombinanti a differenza di quelli in cui il genoma è rimasto inalterato che sono definiti tipi parentali. Per frequenza di ricombinazione si intende il numero di prodotti meiotici ricombinanti rispetto al totale. In generale ci si riferisce a frequenze di ricombinazione per un numero limitato di geni. La ricombinazione è di due tipi: intercromosomica o intracromosomica. 

### Ricombinazione intercromosomica
Questa ricombinazione è detta intercromosomica perché riguarda la diversa redistribuzione di interi cromosomi. Il processo meiotico alla base è la segregazione in uguali proporzioni dei cromosomi omologhi, come previsto dalla seconda legge di Mendel; si ha in particolare che i due membri della coppia di cromosomi omologhi (e quindi le coppie di gene che contengono) di un individuo si dividono: metà andrà a finire in una coppia di gameti, l'altra metà sull'altra coppia. 
Questi cromosomi sono per il 50% derivanti dal padre, per il 50% dalla madre. Statisticamente è poco probabile che tutti i cromosomi paterni finiscano in una coppia di gameti e tutti quelli materni nell'altra coppia di gameti; sarà invece molto più probabile che si rimescolino tra loro, avendo così ogni gamete alcuni cromosomi paterni e alcuni materni.

### Ricombinazione tra cromosomi omologhi

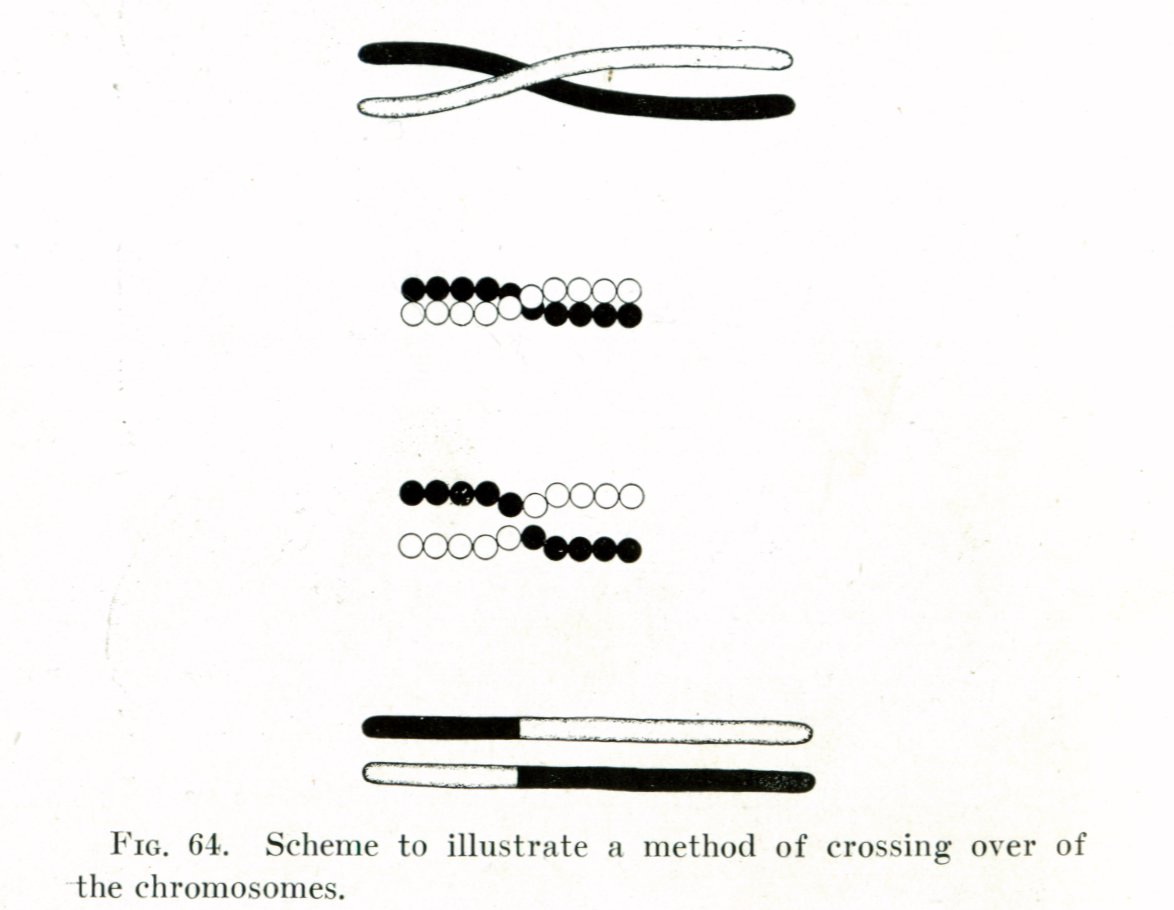
Illustrazione di Thomas Hunt Morgan sulla ricombinazione tra cromosomi omologhi (1916)

Si fonda sul processo di crossing-over che avviene nel corso della profase I meiotica, ma anche della mitosi. Comporta una rottura del doppio filamento di due molecole di DNA che costituiscono due cromosomi omologhi e lo scambio di porzioni di materiale genetico. Il processo è strettamente collegato a quello di riparazione del DNA, che comporta sempre una rottura del DNA ma per correggere errori nella sequenza. Sono stati trovati molti enzimi con funzione di riparazione che in aggiunta aumentano la frequenza di crossing-over e quindi di ricombinazione. Tra queste ricombinasi c'è ad esempio l'enzima RecA isolato in Escherichia coli. Negli eucarioti inoltre è stata scoperta la proteina RAD51 necessaria per la ricombinazione sia meiotica che mitotica e la DMC1 specifica per quella meiotica.